# Cölln

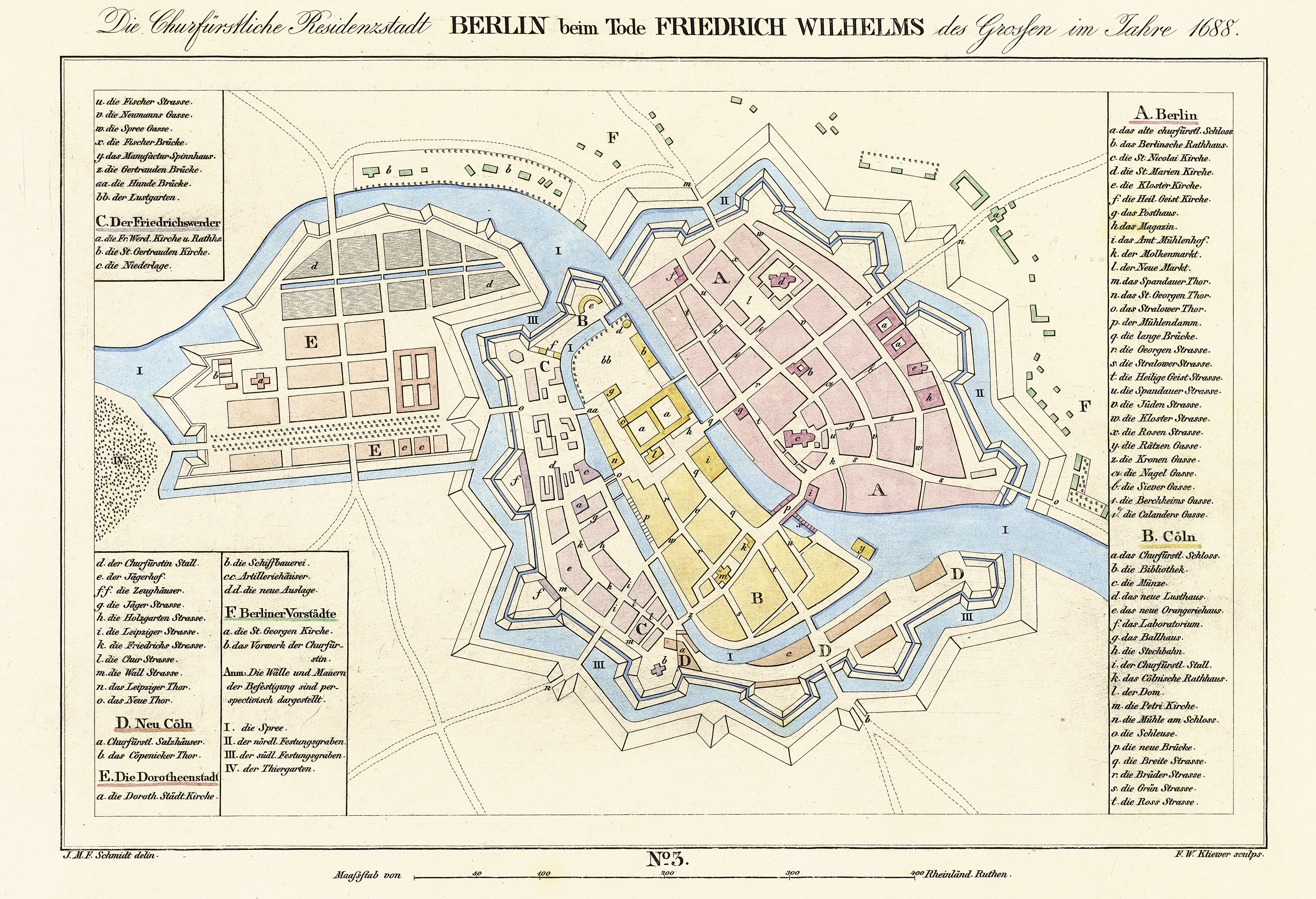
Berlino e le città circostanti nel 1688. Cölln è in giallo

Cölln (anche nelle forme Kölln, Cöln, Köln) è un quartiere storico di Berlino, compreso nel quartiere (Ortsteil) di Mitte.

## Storia
Cölln si sviluppò nel medioevo come città indipendente da Berlino, posta sull'isola della Sprea (l'antico centro di Berlino si trovava invece sulla sponda nord-orientale).
Berlino e Cölln si unirono nel 1307, conservando però un certo grado di autonomia; fu il principe elettore Federico II "Dente di Ferro", nel 1442, a sciogliere l'unione, rendendo le due città nuovamente indipendenti, e sotto il diretto controllo del sovrano.
Cölln fu unita definitivamente a Berlino nel 1709, contemporaneamente all'annessione a Berlino delle città-sobborgo fondate nel XVII secolo per fronteggiare l'aumento demografico (Neukölln am Wasser, Friedrichswerder, Dorotheenstadt e Friedrichstadt).

## Sviluppo urbano
Il primo nucleo di Cölln si trovava lungo la strada commerciale che connetteva, in direzione SO-NE, gli altipiani di Teltow e Barnim (attuale Gertraudenstraße); l'insediamento aveva la tipica forma a fuso dei centri del Brandeburgo, con al centro la chiesa di San Pietro (Petrikirche).
L'area a sud della chiesa, detta Fischerkietz ("quartiere dei pescatori"), conservò fino alla seconda guerra mondiale l'aspetto medioevale.
A nord della Petrikirche due strade, ancora esistenti, conducevano al convento di Domenicani; in quell'area, a partire dal XV secolo, fu costruito il castello; l'area ancora più a nord rimase paludosa fino al XIX secolo, quando fu realizzato il complesso museale detto Museumsinsel.
Gli sconvolgimenti urbanistici avvenuti nei secoli (e in particolare nel 1900) hanno così reso irriconoscibile l'antico volto di Cölln; il nome stesso dell'antica città viene utilizzato solo in una prospettiva storica, non potendo più definire un'area che ha perso la propria unità.
Nel 1912 la città di Rixdorf prese il nome di Neukölln ("nuova Kölln") in memoria dell'antico insediamento.